# Аббан (святой)
Аббан мокку Корбмак (также Эббан; ирл. Abbán moccu Corbmaic; умер 16 марта 620) — аббат Келл Аббана (совр. Киллаббан). Почитается как святой, память совершается 16 марта (в Православной церкви — по юлианскому календарю).
Святой Аббан (Abban) из Келл Аббан, иначе Аббан из Маг Арнайде (Magheranoidhe), или Махайре Арнайде, был сыном ульстерки Миоллы, сестры святого Ибара (память 23 апреля). По одним данным, отцом Аббана был Лагнех из рода Уа Кормайк, по другим — король Лейнстера Кормак мак Айлелло из рода Уи Дунлайнге. Он основал монастырь Келл Аббан (Kill-Abban), что в Лейнстере, и монастырь для святой Гобнеты (память 11 февраля) в Балливурни.
В ирландских святцах упоминается о путешествии святого Аббана в Британию (см. св. Аббан из Абингдона, ряд исследователей считает этих святых одним и тем же человеком).